# Xanthippus brooksi
Xanthippus brooksi är en insektsart som beskrevs av Joyce Winifred Vickery 1967. Xanthippus brooksi ingår i släktet Xanthippus och familjen gräshoppor. Inga underarter finns listade i Catalogue of Life.